# Тейлор, Брайан (кинорежиссёр)
Брайан Тейлор (англ. Brian Taylor) — американский кинорежиссёр, продюсер, сценарист и кинооператор, известен по работе с Марком Невелдайном.

## Биография
Тейлор посещал Киношколу Лос-Анджелеса в Голливуде. Начинал свою карьеру как кинооператор в независимых фильмах и низко-бюджетных короткометражках. С Невелдайном Тейлор познакомился в начале 2000-х.

## Фильмография
| Год  | Русское название              | Оригинальное название            | Режиссёр | Сценарист | Продюсер       | Notes                           |
| ---- | ----------------------------- | -------------------------------- | -------- | --------- | -------------- | ------------------------------- |
| 2003 | Байкеры                       | Biker Boyz                       | Нет      | Нет       | Нет            | Художник по визуальным эффектам |
| 2006 | Адреналин                     | Crank                            | Да       | Да        | Исполнительный | Также оператор                  |
| 2008 | Патология                     | Pathology                        | Нет      | Да        | Да             | Также оператор                  |
| 2009 | Адреналин: Высокое напряжение | Crank: High Voltage              | Да       | Да        | Исполнительный | Также оператор                  |
| 2009 | Геймер                        | Gamer                            | Да       | Да        | Исполнительный | Также оператор                  |
| 2010 | Джона Хекс                    | Jonah Hex                        | Нет      | Да        | Нет            |                                 |
| 2011 | Призрачный гонщик: Дух Мщения | Ghost Rider: Spirit of Vengeance | Да       | Нет       | Нет            |                                 |
| 2017 | Мама и папа                   | Mom and Dad                      | Да       | Да        | Да             |                                 |
| 2024 | Хеллбой: Проклятие Горбуна    | Hellboy: The Crooked Man         | Да       | Да        | Нет            |                                 |